# Mj30
Marie-Josée Njiba Mfuyi dit MJ30, née le 24 avril 1986 à Kinshasa en république démocratique du Congo, est une artiste musicienne et chanteuse de gospel.

## Biographie
Marie-José Njiba Mfuyi, dit MJ30 est une ancienne musicienne et  chanteuse  de Gospel, née à Kinshasa (RDC) le 24 avril 1986.

### Ses premiers pas dans la musique
Elle intègre le groupe KIZITO-ANUARITE de la paroisse catholique Notre Dame de Lingwala où elle est retenue comme choriste à l'âge de 9 ans.
Son père accepte de l'inscrire à l'Institut national des arts (INA). Sa découverte au public se fait petit à petit à travers le groupe Wassa dont elle a participé à la création avec d'autres membres tout en continuant ses études.
Elle collabore avec Papa Wemba, Koffi Olomide, Werrason, Fally Ipupa, Tshala Mwana, et tant d'autres pour les accompagner en studio .
Elle est sélectionnée parmi les meilleurs de l'INA. Mais c'est vers les années 2000 qu'elle sera sur la scène musicale congolaise aux côtés de Kool Matope dans le secteur de la musique gospel, puis décidant d'arrêter avec le genre Gospel en passant par l'orchestre Quartier Latin de Koffi Olomide un an avant d'intégrer l'orchestre de Tshala Mwana en 2008 avec laquelle elle bénéficie d'un bon encadrement qui lui vaut, l'année suivante la récompense du trophée "NDULE AWARD"dans la catégorie "Révélation de l'année", et, ce  après le titre "Délestage" enregistré en duo avec la Mamu Nationale .

## Carrière musicale

### Ses premiers titres et premiers succès
C'est vers le milieu des années 2000 que MJ30 est remarquée sur la scène musicale congolaise aux côtés de Kool Matopé dans le gospel, elle passe ensuite par le groupe Quartier Latin de Koffi Olomidé un an avant d'intégrer l'orchestre de Tshala Muana en 2008. En 2010 avec sa marraine Tshala Mwana, elle signe des titres comme Doukou-Doukou, Deux saisons, Fimbu Ya Bakadja, Nasinabali (Remix) et Mbingazor; des morceaux qui ont connu un franc succès en leur apportant un disc d'or.
En 2012, toujours sous la direction de Tshala Mwana, MJ30 lance son tout premier album intitulé "MASTOR", grâce donc à cet opus, le public découvre une chanteuse au talent encore plus mature, avec une technique vocale et des prouesses en chant incontournables.

### Carrière solo
En 2013, l'article MJ30 vole de ses propres ailes en lançant sur le marché du disque son tout premier l'album solo " MIROIR", un opus qui combine de musiques notamment la Rumba, le Mutuashi, l'Afrobit, le Soukous et la soul music avec la participation de quelques professionnels de la musique congolaise entre autres Lucianna De Mingongo, Miel de Son, José Fataki qui y ont imprimé leurs marques. L'album aura 14 titres  avec la remix de la chanson "Fiot o".
En 2019, elle est invitée par Claudy Siar dans Couleurs Tropicales pour interpréter son tube Bizibeli et dans la même année, elle se reconvertit au christianisme,.

## Vie privée
Mj30 connait un problème au sein de son couple lorsqu'une vidéo diffusée sur les réseaux sociaux l'accuse d'infidélité.

## Dates-clés
1986:  24 avril 1986 naissance à Kinshasa de Marie José Njiba Mbuyi, alias MJ3
2001: MJ30 créée le groupe Wassa. Elle fera partie jusqu'à 2007
2007: Septembre 2007, elle intègre l'orchestre Quartier Latin de Koffi Olomide
2008: Elle rejoint le groupe national de Tshala Mwana
2009: Elle reçoit la récompense du trophée "NDULE AWARD" dans la catégorie " RÉVÉLATION DE L'ANNÉE " grâce au titre Délestage. La même année sort d'autres titres comme Doukou-Doukou, Deux saisons, Fimbu Ya Bakadja, remix de Nasi na bali, Mbingazor grâce auquel elle recevra le disc d'or en 2010.
2012: Elle lance son tout premier album "MASTOR" sous la direction de Tshala Mwana
2013: Au mois d'avril, elle entame une carrière solo et connaît rapidement le succès.
2014: le 30 juin, elle lance  sur le marché du disque son tout premier l'album solo "MIROR", qui comporte 14 titres.
2015: le 15 décembre 2015, elle lance un avant-goût de son prochain album "RACINE" se dessine à travers la chanson"MOLASO" .
2020: En février 2020, MJ30 affirme avoir mis fin à sa carrière de chanteuse profane. Au cours d'une émission-confession, elle a expliqué qu'elle s'est engagée pleinement dans la foi chrétienne .

## Discographie

### Collaborations
MJ30 collabore avec quelques figures connues de la musique en Afrique dont Fally Ipupa, Papa Wemba et tant d'autres,.

### Albums
- 2015 : Racine

### Singles
- 2015 : Molaso[12]

### Distinctions
| Année | Travail nommé                | Catégorie                                    | Résultat |
| ----- | ---------------------------- | -------------------------------------------- | -------- |
| 2009  | Délestage (ft. Tshala Muana) | Trophée Ndule Awards / Révélation de l'année | Lauréat  |

| Année | Titre | Meilleure position | Meilleure position | Certification |  |  |    |
| ----- | ----- | ------------------ | ------------------ | ------------- |  |  | -- |
| Année | Titre | 2010               | Mbingazor          | Certification |  |  | Or |